# Lützelflüh
Lützelflüh, im berndeutschen Ortsdialekt Lützeflüe, Lützuflüe [lʏtsəflyə, lʏtsʊflyə], ist eine Einwohnergemeinde im Schweizer Kanton Bern. Sie gehört zum Verwaltungskreis Emmental.

## Geographie
Lützelflüh liegt im unteren Emmental, zwischen Langnau und Burgdorf. Die Emme teilt das Dorf in das Oberdorf am rechten Ufer und das jüngere Unterdorf am linken Ufer. Ausserdem gehören zur Gemeinde die beiden Ortschaften Grünenmatt und Ramsei, ein Teil der Orte Ranflüh, Trachselwald und Rüegsauschachen sowie die beiden Exklaven Lauterbach und Oberried.
Die Nachbargemeinden sind Rüegsau, Sumiswald, Trachselwald, Rüderswil und Hasle bei Burgdorf. Die Gemeinde zählt rund 4300 Einwohner.

## Geschichte

Luftbild aus 300 m von Walter Mittelholzer (1922)

Aus der Zeit um 1130 finden sich die ersten Dokumente, in denen die Freiherren von Lützelflüh erwähnt werden. Aus dem Stammsitz der Freiherren entwickelte sich das Dorf. Fast das ganze heutige Emmental gehörte damals zur Freiherrschaft. 1225 ist von Lucelfluo die Rede. Der Name, der ursprünglich eine Flur und erst sekundär die Siedlung bezeichnete, ist eine Zusammensetzung aus althochdeutsch luzzil «klein» und althochdeutsch fluoh «hervorstehende und jäh abfallende Felswand, Fels»; er bedeutet somit «bei den kleinen Flühen».
1230 traten die Freiherren von Brandis an die Stelle derer von Lützelflüh und bauten sich zwischen den Dörfern Lützelflüh und Rüegsau eine Burg.
1455 wurde die Burg Brandis an die bernischen Adeligen, die Herren von Scharnachtal verkauft. Die Burg wurde mehrere Male an andere Familien verkauft oder vererbt, bis sie 1607 in den Besitz der Stadt Bern gelangte. Brandis wurde eine bernische Landvogtei. Der letzte Vogt hiess Franz Ludwig May.
Am 14. April 1798 fiel die Burg Brandis einem Brand zum Opfer. Dies war auch das Ende der Landvogtei Brandis. Lützelflüh kam zum Amt Trachselwald. Die Einwohnergemeinde Lützelflüh entstand.

## Bevölkerung
| Jahr      | 1764 | 1850 | 1880 | 1900 | 1930 | 1950 | 1960 |
| Einwohner | 1691 | 3433 | 3429 | 3444 | 3764 | 4042 | 3960 |
|           |      |      |      |      |      |      |      |
| Jahr      | 1970 | 1980 | 1990 | 2000 | 2010 | 2016 | 2023 |
| Einwohner | 3842 | 3770 | 3826 | 3957 | 4132 | 4092 | 4366 |

## Politik
Gemeindepräsident ist Kurt Baumann (SVP).
Die Stimmenanteile der Parteien anlässlich der Nationalratswahl 2023 betrugen: SVP 43,8 % (+0,1 %), SP 10,9 % (+2,5 %), Mitte 9,6 % (−3,7 %), EDU 7,8 % (+0,8 %), GPS 7,6 % (+0,3 %), glp 6,2 % (+0,7 %), EVP 6,1 % (+1,5 %), FDP 4,4 % (−0,6 %).

## Tourismus
Der Tourismus spielt nur eine kleine, aber nicht unbedeutende Rolle, mehrere typische Emmentaler Gasthöfe sowie private Anbieter bieten Zimmer oder Ferienwohnungen an, und im Weiteren sind Ferien auf dem Bauernhof möglich.

## Sehenswürdigkeiten
In Lützelflüh steht eine 1505 erbaute spätgotische Saalkirche mit Polygonalchor und einem neugotischen Frontturm. Sie wurde 1962 renoviert. An ihrer Südseite liegen die Gräber von Jeremias Gotthelf, Simon Gfeller und Emanuel Friedli.
Am 11. August 2012 wurde das neue Gotthelf Zentrum Emmental Lützelflüh im ehemaligen Pfarrhaus und den dazugehörigen Gebäuden eröffnet. Die Dauerausstellung wird in den Räumen präsentiert, in denen Albert Bitzius mit seiner Familie gelebt, seine Werke geschrieben und Gäste empfangen hat.
Als Kultur- und Begegnungszentrum dient die «Kulturmühle», die im Kunstführer Emmental als «eine der schönsten Mühlen des Emmentals» bezeichnet wird. Bis 1970 wurde noch ein Mühlenbetrieb geführt. 1976 wurde die Kulturmühle mit all ihren Nebengebäuden unter Denkmalschutz gestellt.

## Bilder

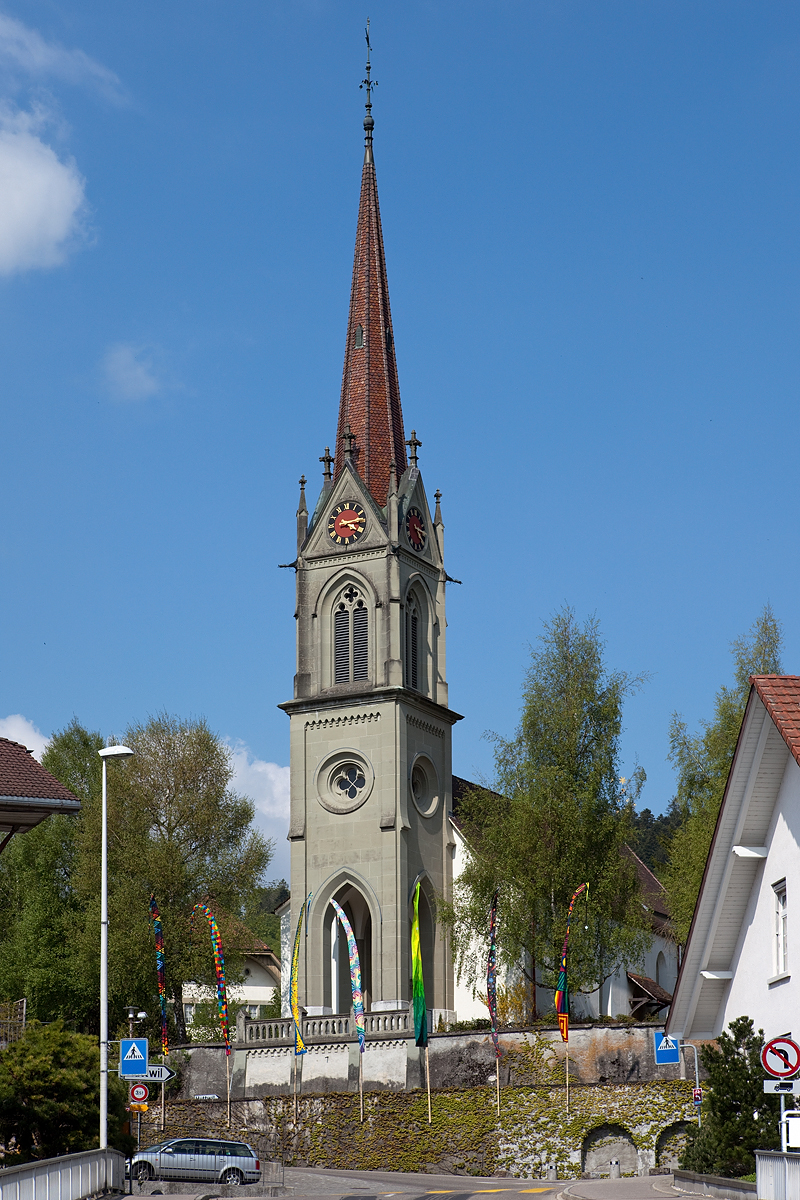
Kirche
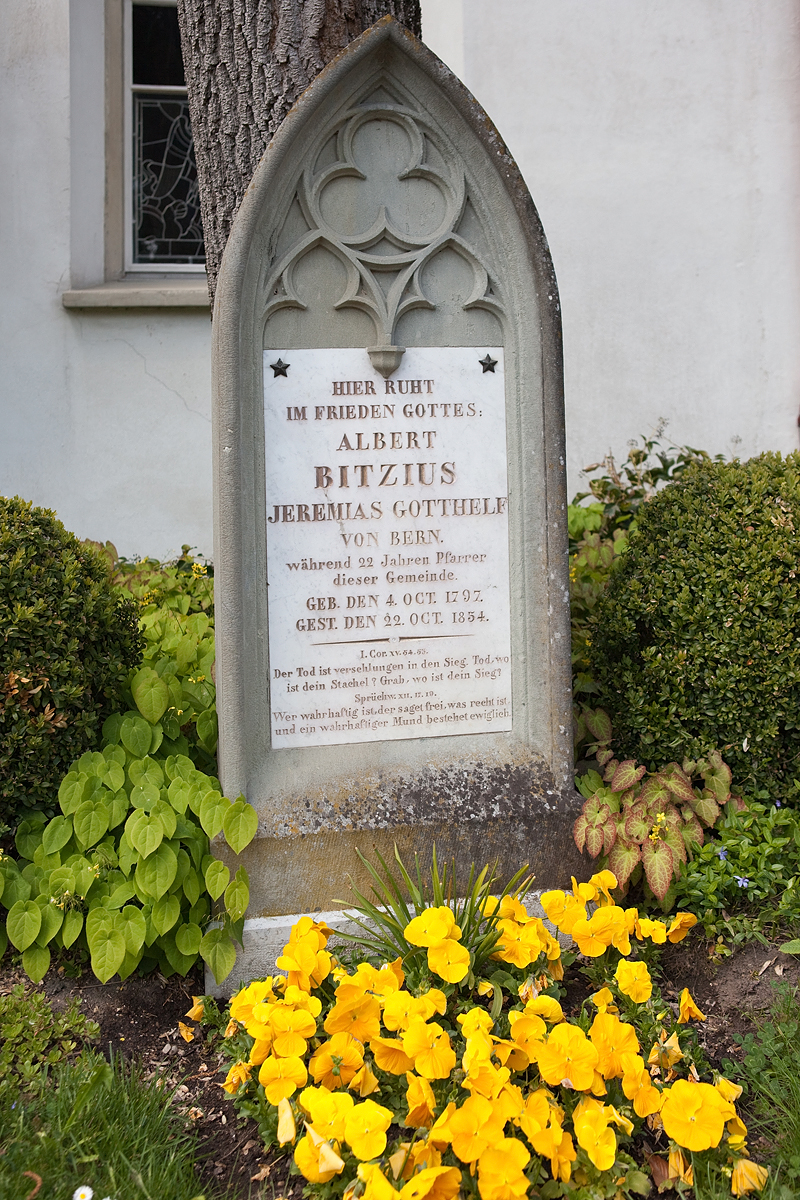
Grab von Albert Bitzius (Jeremias Gotthelf)
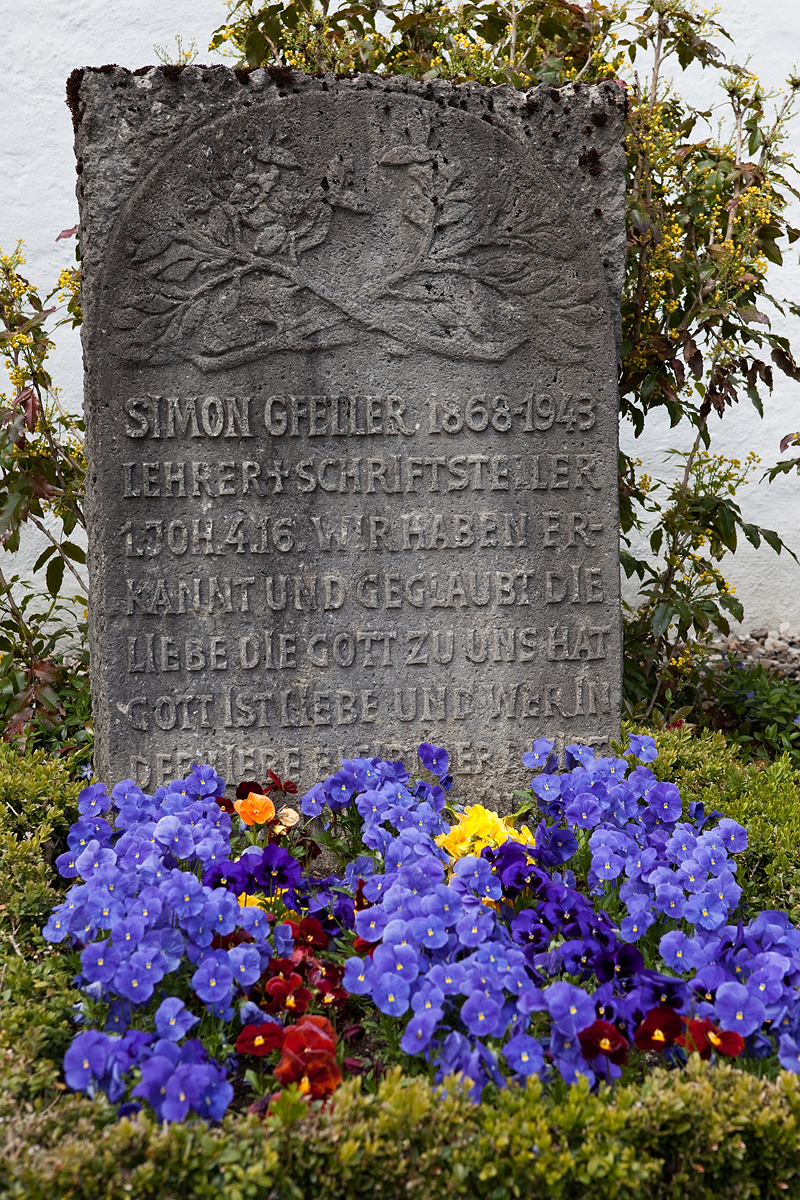
Grab von Simon Gfeller
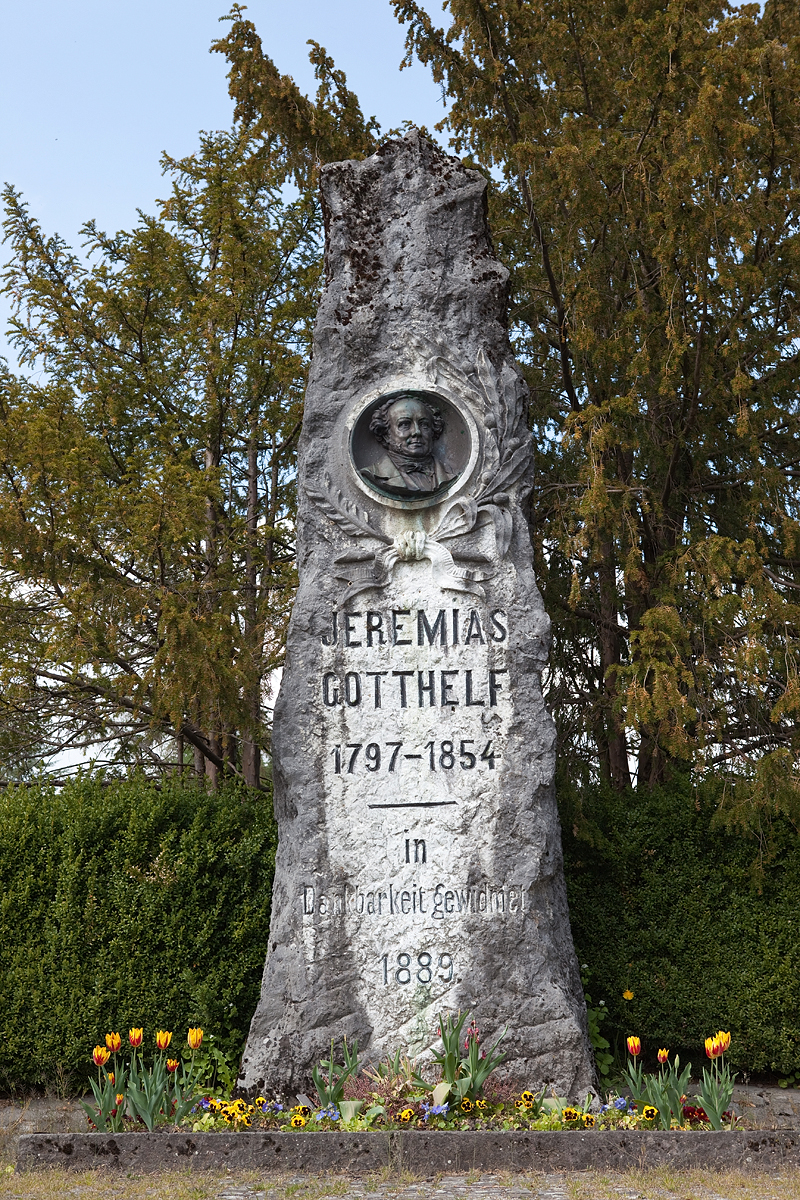
Denkmal für Jeremias Gotthelf
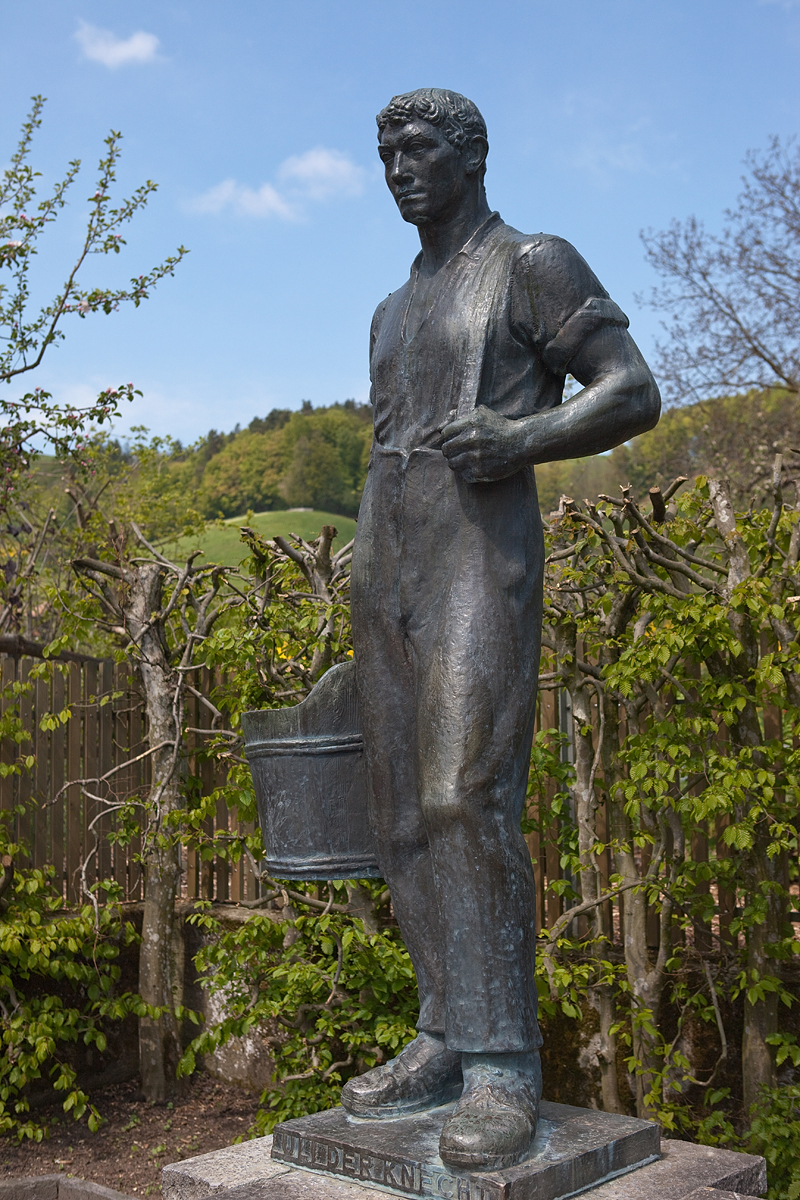
«Uli-der-Knecht»-Brunnen
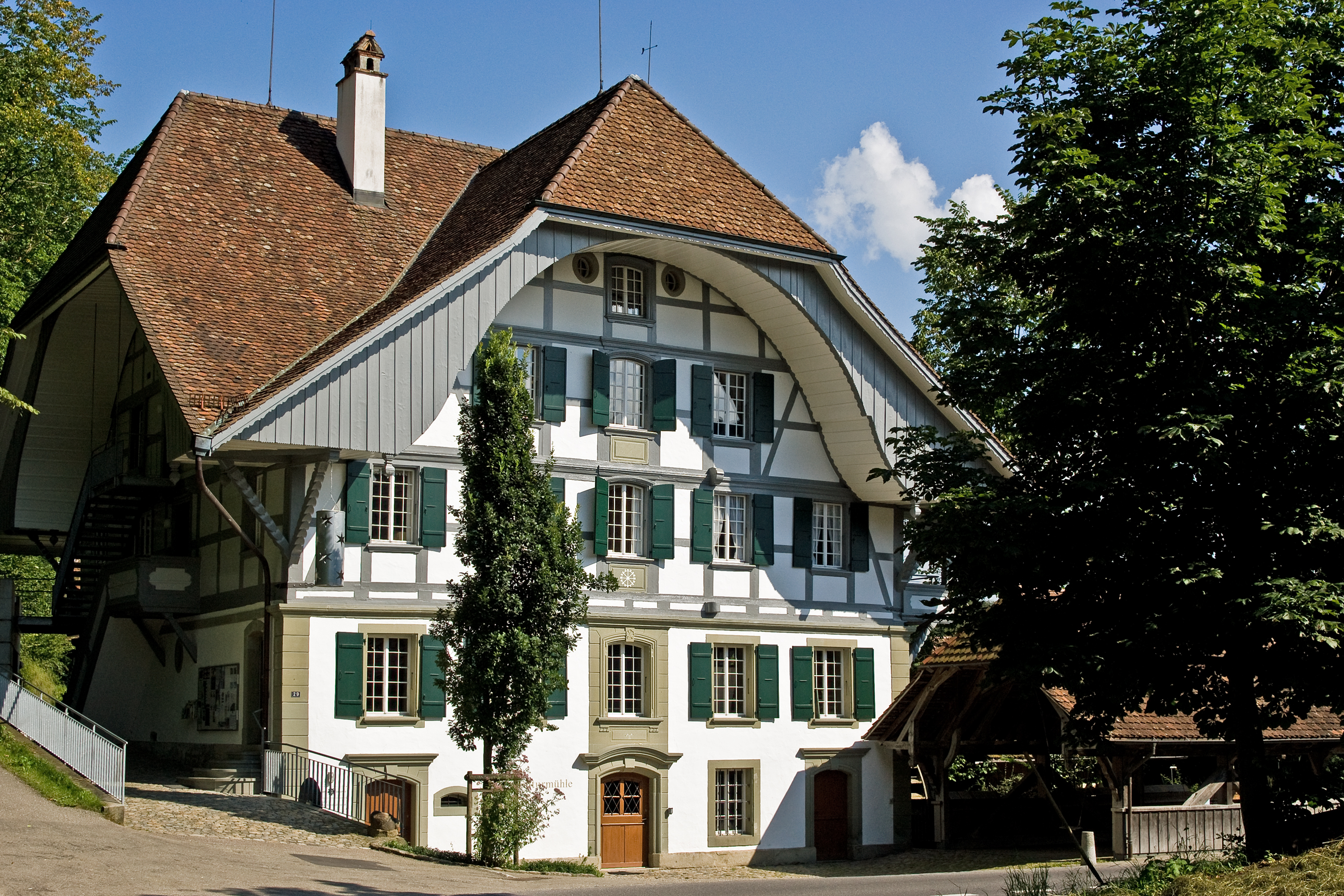
Kulturmühle

## Partnergemeinde
Seit 2004 ist die slowenische Gemeinde  Velike Lašče die Partnergemeinde von Lützelflüh. Die ersten Kontakte hatten die beiden Gemeinden 1996. Mit der Gründung des Vereins Kulturbrücke Velike Lašče – Lützelflüh 2002 wurde der Grundstein für eine tiefere Zusammenarbeit gelegt.

## Persönlichkeiten
- Georg Thormann (1655–1708), langjähriger evangelischer Geistlicher und Wegbereiter des Pietismus in Bern
- Marie Walden (Marie Henriette Rüetschi-Bitzius; 1834–1890), Schriftstellerin
- Emanuel Friedli (1846–1939), Lehrer, Pfarrer und Dialektologe
- Ruth Jörg (* 1934), Germanistin
- Fabian Lüthi (* 1989), Eishockeyspieler